# Гащин, Владимир Владимирович
Влади́мир Влади́мирович Га́щин (укр. Владимир Владимирович Гащин; род. 2 января 1972, Нововолынск, Волынская область) — советский и украинский футболист, игравший на позициях нападающего и полузащитника.

## Биография
Родился в Нововолынске. Футболом начал заниматься в Нововолынской ДЮСШ (первый тренер — заслуженный тренер Украины Владимир Байсарович), а позднее — в киевском спортинтернате. По окончании интерната, в 1988 году был приглашён тренером Виталием Кварцяным в возглавляемое им луцкое «Торпедо». В следующем году, в составе команды (которая стала называться «Волынь»), стал победителем украинской зоны второй лиги. По итогам успешных вступлений, получил предложение перейти в самый успешный клуб СССР — киевское «Динамо», где в сезоне 1990 года провёл 2 матча за дублирующий состав. В следующем году был призван в армию, во время службы играл за киевский СКА
После демобилизации вернулся в «Волынь», стартовавшую в высшей лиге чемпионата независимой Украины. Дебютировал в высшем дивизионе 16 августа 1992 года, выйдя в стартовом составе в домашнем матче против запорожского «Металлурга». Выступал за лучан на протяжении года, а в 1993 году отправился в Польшу, где защищал цвета «КЗСО» из Островца-Свентокшинского, который тренировал Кварцяный. Провёл в польском клубе 3 сезона, после чего снова перешёл в «Волынь». В первом, после возвращения Гащина, чемпионате луцкий клуб вылетел из «вышки» и игрок вскоре принял предложение Вячеслава Грозного стать игроком днепропетровского «Днепра». Тем не менее в команде не смог выиграть конкуренцию, и уже спустя полгода отправился в аренду в винницкую «Ниву», в первую лигу. В 1998 году подписал контракт с криворожским «Кривбассом», где провёл год и стал лучшим бомбардиром клуба в сезоне 1997/98. Затем перешёл в стан другого клуба элитного дивизиона — кировоградской «Звезды». Тем не менее основных ролей в этих командах не отыгрывал, и начало нового тысячелетия Гащин встретил в александрийской «Полиграфтехнике», выступавшей в первой лиге, за которую играл на протяжении года.
В 2001 году снова стал игроком «Волыни». В родном клубе практически сразу стал игроком основы и капитаном команды. В сезоне 2001/02, в составе лучан стал победителем первой лиги, а также одним из лучших бомбардиров «Волыни» и дивизиона в целом. В высшей лиге продолжил быть одним из лидеров команды. В сезоне 2002/03 стал полуфиналистом Кубка Украины. Также выступал за фарм-клубы «Волыни» во второй лиге. Последнюю игру на профессиональном уровне провёл в 2006 году, затем некоторое время играл за любительский «ОДЕК».
В начале 2008 года Гащин вместе с несколькими другими бывшими профессиональными футболистами участвовал в зимнем кубке Луцка по мини-футболу. Позже поступил в аспирантуру Волынского национального университета и работал исполнительным директором Федерации футбола Волынской области, в комитете ветеранского футбола и инспектором на матчах первенства Волынской области. С 2013 года — тренер детско-юношеской футбольной школы «Волыни».

## Достижения
- Победитель второй лиги СССР: 1989 (6 зона)
- Победитель первой лиги Украины: 2001/02